# (2919) Dali
(2919) Dali (1980 TU4; 1952 WA; 1968 OW; 1974 QQ3; 1978 GX) ist ein ungefähr 20 Kilometer großer Asteroid des äußeren Hauptgürtels, der am 9. Oktober 1980 vom US-amerikanischen Astronomen Schelte John Bus am Siding-Spring-Observatorium in der Nähe von Coonabarabran, New South Wales in Australien (IAU-Code 260) entdeckt wurde. Er gehört zur Themis-Familie, einer Gruppe von Asteroiden, die nach (24) Themis benannt ist.

## Benennung
(2919) Dali wurde nach dem bekannten spanischen Maler Salvador Dalí (1904–1989) benannt. In seiner über sechs Jahrzehnte andauernden Karriere schuf er viele Bilder, die sich mit dem Unterbewusstsein befassen. Seine Kunst wurde von surrealistischen Zeitgenossen sowie von seiner Liebe zu seiner Frau Gala Éluard Dalí beeinflusst. Durch seinen eigenen halluzinatorischen Stil und Illusionen in seinen Bildern wird er von vielen als Genie angesehen.